# Terminalia ferdinandiana
Espèce
Classification phylogénétique
Terminalia ferdinandiana, aussi connu sous les noms de prune de Kakadu, Gubinge ou Murunga (ou encore Billy Goat Plum ou Kakadu plum en anglais), est une espèce de plantes à fleur de la famille des Combretaceae. C'est un arbre natif d'Australie où il est largement répandu dans les bois depuis le Kimberley jusqu'à l'est de la Terre d'Arnhem.
Son fruit possède la plus grande teneur en vitamine C (cinquante fois supérieure à celle d'une orange) de tous les fruits. Il est aussi très riche en anti-oxydants.

## Description
C'est un arbre élancé, de taille petite à moyenne pouvant atteindre jusqu'à 14 m de hauteur, à l'écorce écailleuse tachetée de crème, vert, gris, orange, jaune et aux feuilles simples opposées, lancéolées, vert gris. Les fleurs sont petites, d'un blanc crémeux, parfumées et situées à l'aisselle des feuilles vers l'extrémité des branches. La floraison a lieu de septembre à décembre (printemps austral et été). 
Le fruit est vert-jaune, d'environ 2 centimètres de long et 1 centimètre de diamètre, de la taille d'une amande avec une courte pointe à l'extrémité, et contient une grosse graine. Il mûrit à partir de mars.

## Dans la culture populaire
Dans la comédie Santa & Cie, film français d'Alain Chabat sorti en 2017, le père Noël est à la recherche de prunes de Kakadu pour guérir ses lutins.